# Санс, Энрике
Энри́ке Санс Унсуэ́ (исп. Enrique Sanz Unzue; род. 11 сентября 1989, Оркойен) — испанский шоссейный велогонщик, спринтер, выступающий на профессиональном уровне с 2011 года. Победитель и призёр крупных гонок на шоссе в составе команд Movistar Team, Southeast–Venezuela, Raleigh GAC и Euskadi–Murias. Чемпион Испании на треке в зачёте командного спринта.

## Биография
Энрике Санс родился 11 сентября 1989 года в городе Памплона автономного сообщества Наварра, Испания. Происходит из спортивной семьи, его дядя Эусебио Унсуэ является генеральным менеджером профессиональной команды Movistar Team, при этом отец Энрике и брат Хорхе тоже работают в команде. Другой дядя, Хуан Карлос Унсуэ, был довольно успешным футболистом и ныне является тренером по футболу.
Впервые Энрике заявил о себе в 2007 году, одержав победу на шоссейном чемпионате Испании в групповой гонке юниоров.
В период 2008—2010 годов состоял в любительской команде Lizarte. В это время отметился победами в гонках «Премио Примавера», «Ксанистебан Сария», «Лейнц Байларари Ицулия», «Сиркуйто Соллубе». На нескольких других гонках попал в число призёров.
Дебютировал на профессиональном уровне в сезоне 2011 года, присоединившись к одной из сильнейших испанских команд Movistar — перешёл сюда вместе с Хосе Хоакином Рохасом и товарищем по любительскому клубу Хавьером Ириарте. Одно из первых серьёзных достижений среди профессионалов — победа на втором этапе «Вуэльты Мадрида», где он выиграл финальный спринт у таких титулованных финишёров как Хуан Хосе Лобато и Кольдо Фернандес.
В 2012 году финишировал третьим на «Сиркуйто де Гечо», занял шестое место на «Вуэльта а ла Риоха» и седьмое место на «Кубке Бернокки».
В 2013 году среди прочего стал пятым на «Вуэльте Майорки» и седьмым на «Вуэльта а ла Риоха».
В 2014 году был вторым на одном из этапов «Тура Пуату — Шаранты», уступив на финише только британцу Марку Кавендишу. Занял 17 место в классической однодневной гонке «Бретань Классик», наивысшее место среди всех представленных здесь гонщиков Movistar. Стартовал в монументальной классике «Милан — Сан-Ремо», но до финиша не добрался.
В 2015 году принимал участие в монументальных классиках «Париж — Рубе» и «Тур Фландрии», однако финишировать на них не смог.
Сезон 2016 года провёл в итальянской проконтинентальной команде Southeast–Venezuela.
В 2017 году перешёл в британскую континентальную команду Raleigh GAC. Становился победителем и призёром нескольких престижных гонок в Великобритании. Также в этом сезоне проявил себя в трековых соревнованиях, выиграв чемпионат Испании в зачёте командного спринта — в составе наваррской команды совместно с Хуаном Перальтой и Серхио Альяга.
Начиная с 2018 года представляет испанскую команду с проконтинентальной лицензией Euskadi–Murias. Одержал победу на седьмом этапе «Волты Португалии», занял четвёртое место на «Вуэльте Майорки».